# Tangua
Tangua est une municipalité située dans le département de Nariño en Colombie.